# Reklamblockerare
| Reklamblockerare |
| --- |
| En reklamblockerare filtrerar bort olika slags datorkod. - Betydelse: Datorprogram som blockerar (oönskad) internetreklam - Typ: Installeras oftast som ett insticksprogram till webbläsare - Funktion: Filtrerar bort olika slags datorkod |

En reklamblockerare eller annonsblockerare (efter engelskans adblocker) är ett datorprogram som kan filtrera bort oönskad reklam. Den fungerar oftast som ett insticksprogram till en webbläsare. Två av de mer kända produkterna för reklamblockering är; Adblock Plus, skapad 2006 och gratis Ublock Origin vars källkod är öppen, vilket möjliggör att vem som helst kan vidareutveckla programvaran (det första "släppet" av Ublock Origin skedde dock sommaren 2014).

## Funktion och effekter
Reklamblockerare är av naturen kontroversiella. Genom att blockera webbannonser minskar de antalet läsare av reklamen, vilken ofta är den enda inkomstkällan för webbtidningar eller andra kommersiella webbplatser. Alternativa inkomster är att erbjuda extramaterial via prenumeration eller engångsbetalning.
Fördelen med reklamblockerare är dock – för den enskilde internetanvändaren – flera. Genom att blockera annonser blir webbplatser ofta både mer snabbladdade och mer lättlästa. Särskilt kan animerade webbannonser och reklam via popup-fönster dra uppmärksamheten från läsningen av det redaktionella materialet. För den som betalar internetkostnaden per mängd data (exempelvis via mobilt bredband) kan en sådan typ av filter också innebära minskade kostnader för internet. Vissa har även noterat en ökad risk för spridning av datorvirus via internetannonser.

Adblock Plus, skapad 2006 och en av de vanligaste reklamblockerarna.

## Utveckling
Mobilversioner av webbläsare (på smarttelefoner) kan ofta inte visa internetreklam alls. Detta höll år 2016 på att förändras, bland annat genom att IOS i sin version 9 ökat möjligheten att installera tilläggsprogram i webbläsaren Safari. Webbläsaren Opera har samtidigt lanserat en egen, inbyggd reklamblockerare.
2013 visade en undersökning att drygt var femte svensk internetanvändare nyttjade funktionen i sin webbläsare. I undersökningen var reklamblockerare vanligare bland yngre samt bland män. Enligt en annan undersökning från 2015 använde 17 en reklamblockerare (benämnt som "ad-block" i undersökningen) till sin dator. År 2017 visade undersökningen Svenskarna och internet att 29 procent av de svenska internetanvändarna använde annonsblockerare. Bland ungdomar i åldern 16–25 låg användandet på mer än hälften, 57 procent.
Undersökningar i Finland visade på snarlika siffror, med en ökning från 16,3 procent 2014 till 19,3 procent 2015. Undersökningar bland mobilanvändare i USA har givit vid handen en fördubblad nedladdning av reklamblockerare mellan tidigt 2015 och tidigt 2016.
Samtidigt har vissa producenter och distributörer och internetreklam utvecklat programvaror för att kunna stoppa reklamblockerare.

## Kritik
Reklamblockering kritiseras av företag som finansieras med hjälp av reklamvisning eftersom det utgör ett hot mot företagens framtid.